# Braslavská jezera
Braslavská jezera (bělorusky Браслаўскія азёры – Braslaŭskija azjory, rusky Браславские озёра – Braslavskije ozjora) je jeden ze čtyř národních parků v Bělorusku. Byl založen v září 1995. Má plochu bezmála 700 čtverečních kilometrů a jedná se o unikátní ekosystém, který kromě třiceti jezer zahrnuje i bory. Třemi největšími jezery jsou Dryvjaty (5. největší v zemi), Snudy (9.) a Strusta (16.). Název parku je odvozen od nedalekého města Braslaŭ.